# جورج فولتمان
جورج فولتمان هو مؤسس مشروع البحث الكبير عن أعداد ميرسين الأولية في الإنترنت.

## وصلات خارجية
- الصفحة الرئيسية لمشروع البحث الكبير عن أعداد ميرسين الأولية في الإنترنت